# Membranofon

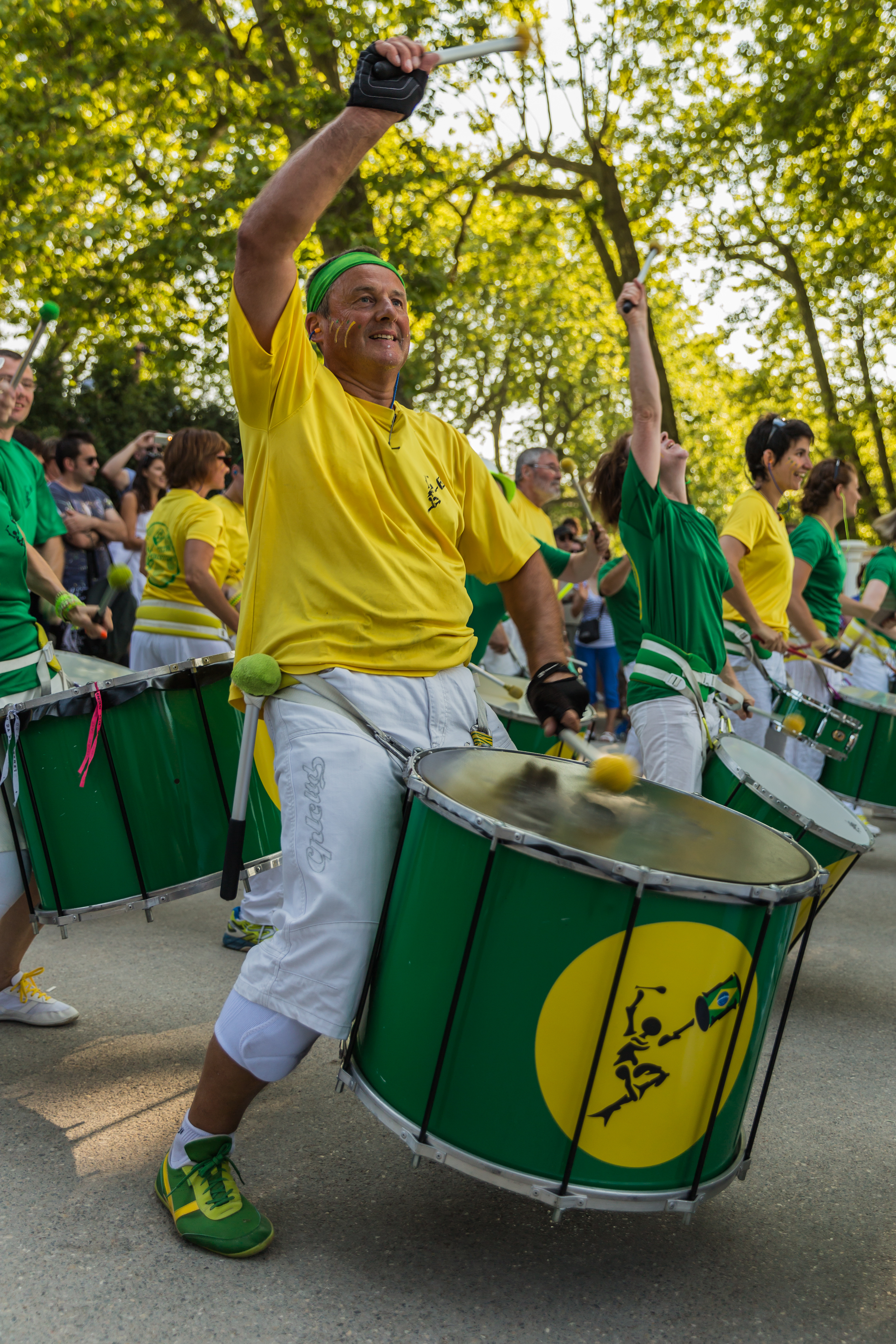
Membranofon

Membranofon je hudební nástroj, který vydává zvuk kmitáním napjaté membrány. Všechny typy bubnů patří právě do této skupiny.

## Systematika
| Název                                              | Popis | Zástupci                                                                  |
| -------------------------------------------------- | --- | ------------------------------------------------------------------------- |
| 21 Úderové membranofony                            | |                                                                           |
| 211 Membranofony rozeznívané bezprostředním úderem | |                                                                           |
| 211.1 Kotlové membranofony                         | mají rezonátor kotlovitého tvaru | tympány                                                                   |
| 211.2 Bubnové membranofony                         | mají válcovitý rezonátor | vířivý buben, vojenský buben, provensálský buben, velký buben, malý buben |
| 211.3 Rámové membranofony                          | výška rezonátoru je nejvýše rovna poloměru membrány                                                                                                   | tamburína, bubínek                                                        |
| 212 Zprostředkovaně rozeznívané membranofony       | nástroj se rozezvučí pomocí třesení a následných nárazů tělísek do membrány podskupiny jsou stejné jako u kategorie 211                               | damaru                                                                    |
| 22 Trsací membranofony                             | rozezní se trsáním na strunu spojenou s membránou (podle některých komentátorů by měly být považovány za chordofony)                                  | ektara                                                                    |
| 23 Třecí membranofony                              | membrána se rozvibruje pomocí tření prstů nebo jiného předmětu (obvykle vlhkého) přímo přes membránu, nebo přes tyčku nebo šňůru spojenou s membránou | fanfrnoch, bručák, cuíca                                                  |
| 24 Mirlitony (vzduchové membranofony)              | rozezní se proudem vzduchu | kazoo, papír na hřebeni                                                   |